# Wenireith
Wenireith ist eine ehemalige Gemeinde im damaligen Bezirk Hartberg in der Steiermark. Sie wurde mit Ende 1968 aufgelöst.

## Etymologie
Der Name bedeutet so viel wie Rodung querüber, eine Querrodung.

## Geschichte
1352 wird Wenireith als Werrersreit genannt, was laut Fritz Posch auf eine falsche Abschrift beruhen dürfte. Später hat sich dann Wenereith durchgesetzt und ab 1770 scheint erstmals die Schreibung Wenireith auf. Das Dorf selbst ist eine Gründung der Herren von Hopfau, vermutlich in der ersten Hälfte des 13. Jahrhunderts. 
1850 wurde die Katastralgemeinde Wenireith mit der Katastralgemeinde Unterdombach als Ortsgemeinde Wenireith geschaffen. Erster Gemeindevorsteher war 1854 Anton Lang. Letzter Bürgermeister der Gemeinde vor ihrer Aufteilung war 1960–1968 Johann Kielnhofer aus Totterfeld.
Mit 1. Jänner 1969 wurde die bis dahin selbständige Gemeinde in ihre beiden Katastralgemeinden aufgeteilt und wie folgt den Nachbargemeinden zugeschlagen:
- die KG Wenireith wurde der neugeschaffenen Gemeinde Hartberg Umgebung zugeschlagen,
- der Rest der Gemeinde ohne die KG Wenireith (das war wohl die KG Unterdombach) wurde der Gemeinde Buch-Geiseldorf zugeschlagen.